# كريستيان مورتنسن
كريستيان مورتنسن (بالإنجليزية: Christian Mortensen)‏ هو خياط دنماركي وأمريكي، ولد في 16 أغسطس 1882 في الدنمارك في مملكة الدنمارك، وتوفي في 25 أبريل 1998 في سان رافاييل في الولايات المتحدة بسبب مرض آلزهايمر.